# ロツクパーク
ロツクパーク（1936年 - ?）は日本の競走馬。
※成績や情報などは古いため正確性に欠ける部分もある。なお、本文中の馬齢については、旧馬齢を採用する。

## 経歴
1勝馬の身で臨んだ第1回横濱農林省賞典4歳呼馬（現在の皐月賞競走）を稲葉幸夫の騎乗により優勝した。深管骨瘤を発症していた状態だったので人気がまったくなく8頭立ての7番人気だった（のちの阪神優駿牝馬を制したホシホマレも同じ人気なので事実上の最低人気）。
このときの配当は単勝･複勝ともに200円の上限であり、特払（特別給付金）が2.5円戻されている。騎手の稲葉もまさか勝つとは思わなかったと語っている。その後東京優駿競走に出走の予定だったが、深管骨瘤の悪化で出走取り消しを余儀なくされた。
復帰後は上記の脚部不安が災いして、これといった成績を挙げることができず、1勝するにとどまる。8歳時の障害競走がラストランとなった。種牡馬になることはなく引退後の消息は伝わっていない。

## 血統表
伯父に昭和初期の名馬ナスノがいる。
| ロツクパークの血統（ロックサンド系（エクリプス系）St.Simon4.5x5.5=15.62% Isonomy5x4=9.38%） | ロツクパークの血統（ロックサンド系（エクリプス系）St.Simon4.5x5.5=15.62% Isonomy5x4=9.38%） | ロツクパークの血統（ロックサンド系（エクリプス系）St.Simon4.5x5.5=15.62% Isonomy5x4=9.38%） | （血統表の出典）      | （血統表の出典） |
| 父 *プライオリーパーク Priory Park 1922 鹿毛                                                | 父の父Rocksavage 1915                                                                       | Rock Sand                                                                                   | Sainfoin              | Sainfoin         |
| 父 *プライオリーパーク Priory Park 1922 鹿毛                                                | 父の父Rocksavage 1915                                                                       | Rock Sand                                                                                   | Roquebrune            |                  |
| 父 *プライオリーパーク Priory Park 1922 鹿毛                                                | 父の父Rocksavage 1915                                                                       | Manuka                                                                                      | Eager                 | Eager            |
| 父 *プライオリーパーク Priory Park 1922 鹿毛                                                | 父の父Rocksavage 1915                                                                       | Manuka                                                                                      | Sempronia             |                  |
| 父 *プライオリーパーク Priory Park 1922 鹿毛                                                | 父の母Chatham 1908 鹿毛                                                                     | Darley Dale                                                                                 | St.Simon              | St.Simon         |
| 父 *プライオリーパーク Priory Park 1922 鹿毛                                                | 父の母Chatham 1908 鹿毛                                                                     | Darley Dale                                                                                 | Ismay                 |                  |
| 父 *プライオリーパーク Priory Park 1922 鹿毛                                                | 父の母Chatham 1908 鹿毛                                                                     | Coronation Day                                                                              | Ermak                 | Ermak            |
| 父 *プライオリーパーク Priory Park 1922 鹿毛                                                | 父の母Chatham 1908 鹿毛                                                                     | Coronation Day                                                                              | Farceuse              |                  |
| 母 （サラ系）ピオニー 1927 栗毛                                                             | 母の父*ガロン Gallon 1909 栗毛                                                              | Gallinule                                                                                   | Isonomy               | Isonomy          |
| 母 （サラ系）ピオニー 1927 栗毛                                                             | 母の父*ガロン Gallon 1909 栗毛                                                              | Gallinule                                                                                   | Moorhen               |                  |
| 母 （サラ系）ピオニー 1927 栗毛                                                             | 母の父*ガロン Gallon 1909 栗毛                                                              | Flair                                                                                       | St.Frusquin           | St.Frusquin      |
| 母 （サラ系）ピオニー 1927 栗毛                                                             | 母の父*ガロン Gallon 1909 栗毛                                                              | Flair                                                                                       | Glare                 |                  |
| 母 （サラ系）ピオニー 1927 栗毛                                                             | 母の母（サラ系）常夏 1914 鹿毛                                                              | ダイヤモンドウェッディング                                                                  | Diamond Jubilee       | Diamond Jubilee  |
| 母 （サラ系）ピオニー 1927 栗毛                                                             | 母の母（サラ系）常夏 1914 鹿毛                                                              | ダイヤモンドウェッディング                                                                  | Wedlock               |                  |
| 母 （サラ系）ピオニー 1927 栗毛                                                             | 母の母（サラ系）常夏 1914 鹿毛                                                              | （サラ系）ブルーボンネット                                                                  | 不明                  | 不明             |
| 母 （サラ系）ピオニー 1927 栗毛                                                             | 母の母（サラ系）常夏 1914 鹿毛                                                              | （サラ系）ブルーボンネット                                                                  | 不明 サラブレッド系種 |                  |

## 参考資料
- 『皐月賞史I』 （フジテレビ製作、ポニーキャニオン販売）：1998年